# Bernhard Langer
Bernhard Langer (* 27. srpna 1957 Anhausen) je německý profesionální golfista.
Je synem zedníka z bavorské vesnice Anhausen. V dětství si přivydělával jako caddy, v roce 1972 začal hrát profesionálně. Ve své kariéře získal 122 titulů, z toho 42 na okruhu PGA European Tour. Dokázal vyhrát golfový turnaj na všech šesti světadílech. Po zavedení světového žebříčku golfistů v dubnu 1986 byl první světovou jedničkou a tuto pozici držel tři týdny. Vyhrál Masters Tournament v letech 1985 a 1993, Heritage Classic 1985 a čtyřikrát German Open (1981, 1982, 1985 a 1986).
Podílel se na vítězství evropského týmu v Ryder Cupu v letech 1985, 1987, 1989, 1995, 1997, 2002 a jako nehrající kapitán v roce 2004. Dvakrát získal pro Německo Světový pohár v golfu, v roce 1990 s Torstenem Giedeonem a v roce 2006 s Marcelem Siemem. V roce 2000 vyhrál s týmem kontinentální Evropy Seve Trophy.
Po dosažení padesátého roku začal soutěžit na okruhu PGA Tour Champions. Stal se jeho historicky nejúspěšnějším účastníkem, vyhrál dvanáct majorů a devětkrát byl vyhlášen hráčem roku. V roce 2023 vytvořil rekord, když vyhrál US Senior Open ve věku 65 let.
V roce 2002 byl uveden do Síně slávy světového golfu. Je držitelem Záslužného řádu Spolkové republiky Německo a Řádu britského impéria. Žije v Boca Raton s manželkou Vikki, s níž má čtyři děti, jeho zetěm je baseballista Chase De Jong. Angažuje se v křesťanském hnutí Sportler ruft Sportler; byl vychován jako katolík, při pobytu v USA se přidal k evangelikalismu. Je znám pod přezdívkou Mr. Consistency. Patří do „velké pětky“ evropských golfistů narozených v rozmezí jediného roku, kteří dokázali porážet Američany (dalšími jsou Severiano Ballesteros, Nick Faldo, Sandy Lyle a Ian Woosnam).